# Limenitis montana
Limenitis montana är en fjärilsart som beskrevs av Clayton Dissinger Mell 1923. Limenitis montana ingår i släktet Limenitis och familjen praktfjärilar. Inga underarter finns listade i Catalogue of Life.